# ICCREA Banca
Iccrea Banca S.p.A. è la holding capogruppo del gruppo bancario cooperativo Iccrea, costituito nel 2019 a seguito della riforma del credito cooperativo.
Al 31 dicembre 2022 il gruppo è costituito da 117 banche di credito cooperativo e da altre società bancarie, finanziarie e strumentali controllate dalla capogruppo Iccrea Banca.
Ha sede a Roma nel centro direzionale “Lucrezia Romana”.

## Storia
La fondazione della società risale al 30 novembre 1963 quando i rappresentanti di 190 casse rurali stipularono l’atto costitutivo dell'Istituto di Credito delle Casse Rurali e Artigiane (ICCREA).

## Società controllate
Del Gruppo fanno parte, oltre alla capogruppo Iccrea Banca e alle 117 BCC aderenti, 18 società controllate direttamente o indirettamente dalla capogruppo, convenzionalmente suddivise in due perimetri: perimetro diretto e perimetro indiretto.
Del perimetro diretto fanno parte 15 società controllate dalla capogruppo, anche indirettamente, in virtù di un rapporto partecipativo:
1. BCC Beni Immobili
2. BCC CreditoConsumo
3. BCC Factoring
4. BCC GestioneCrediti
5. BCC Leasing
6. BCC Rent&Lease
7. BCC Pos
8. BCC Risparmio&Previdenza
9. BCC Servizi Assicurativi
10. BCC Sistemi Informatici
11. BIT- Servizi per l’investimento sul territorio
12. Iccrea Covered Bond
13. BCC Sinergia
14. Banca MedioCredito del Friuli Venezia Giulia divenuta BCC Financing
15. Banca Sviluppo

Del perimetro indiretto fanno parte 4 società controllate da una o più BCC aderenti, anche in virtù di un rapporto partecipativo, sulle quali la capogruppo esercita, anche indirettamente, le proprie attività di direzione, coordinamento e controllo in quanto società strumentali del gruppo:
1. BED - Brianza Elaborazione Dati
2. Immobiliare Banca d’Alba S.r.l.
3. Sigest

Iccrea Banca detiene, inoltre, partecipazioni minori in: BCC Assicurazioni, BCC Vita SpA, BCC Pay SpA, Pay Holding, BCC Vita Hbenchmark S.r.l., Vorvel Sim, Pitagora Finanziamenti Contro Cessione del Quinto S.P.A.

## Dati finanziari
| Anno | Proventi operativi netti (in milioni di euro) | Utile d'esercizio (in milioni di euro) | Totale attivo (in milioni di euro) | Patrimonio netto (in milioni di euro) | Dipendenti |
| ---- | --------------------------------------------- | -------------------------------------- | ---------------------------------- | ------------------------------------- | ---------- |
| 2022 | 5.104                                         | 1.795                                  | 173.544                            | 11.870                                | 22.144     |
| 2021 | 4.533                                         | 461                                    | 178.985                            | 10.695                                | 22.084     |
| 2020 | 4.074                                         | 202                                    | 169.268                            | 10.336                                | 22.141     |
| 2019 | 3.925                                         | 245                                    | 155.530                            | 10.162                                | 22.219     |